# Drugi rząd Édouarda Philippe’a
Drugi rząd Édouarda Philippe’a – 41. rząd V Republiki Francuskiej funkcjonujący od czerwca 2017 do lipca 2020. Powołał go prezydent Emmanuel Macron. Zastąpił pierwszy gabinet tego samego premiera. Został natomiast zastąpiony przez rząd Jeana Castex.
19 czerwca 2017, po zwycięskich dla większości prezydenckiej wyborach parlamentarnych do Zgromadzenia Narodowego XV kadencji, premier podał się do dymisji (zgodnie z klasyczną procedurą powyborczą). Tego samego dnia otrzymał od prezydenta ponowną nominację z misją utworzenia drugiego gabinetu. Większa od planowanej rekonstrukcja została wymuszona rezygnacjami działaczy Ruchu Demokratycznego związanymi z wszczętym postępowaniem co do wydatków tej partii.
21 czerwca przedstawiono skład nowego rządu. Znaleźli się w nim, podobnie jak w poprzednim gabinecie, przedstawiciele prezydenckiej partii En Marche! oraz współpracujących z nią środowisk politycznych.
3 lipca 2020 Édouard Philippe, kilka dni po drugiej turze wyborów lokalnych, podał się do dymisji. Tego samego dnia Emmanuel Macron powołał Jeana Castex na nowego premiera.

## Skład rządu w dniu powołania
Ministrowie
- Premier: Édouard Philippe
- Minister stanu, minister spraw wewnętrznych: Gérard Collomb
- Minister stanu, minister ekologii: Nicolas Hulot
- Minister sprawiedliwości i strażnik pieczęci: Nicole Belloubet
- Minister do spraw Europy i spraw zagranicznych: Jean-Yves Le Drian
- Minister obrony: Florence Parly
- Minister spójności terytorialnej: Jacques Mézard
- Minister solidarności i zdrowia: Agnès Buzyn
- Minister gospodarki i finansów: Bruno Le Maire
- Minister kultury: Françoise Nyssen
- Minister pracy: Muriel Pénicaud
- Minister edukacji narodowej: Jean-Michel Blanquer
- Minister rolnictwa i żywności: Stéphane Travert
- Minister do spraw wydatków publicznych: Gérald Darmanin
- Minister szkolnictwa wyższego, badań naukowych i innowacji: Frédérique Vidal
- Minister do spraw terytoriów zamorskich: Annick Girardin
- Minister sportu: Laura Flessel

Ministrowie podlegli innym ministrom
- Minister bez teki: Jacqueline Gourault (przy ministrze spraw wewnętrznych)
- Minister do spraw transportu: Élisabeth Borne (przy ministrze ekologii)
- Minister do spraw europejskich: Nathalie Loiseau (przy ministrze do spraw Europy i spraw zagranicznych)

Sekretarze stanu
- Przy premierze: Christophe Castaner, Sophie Cluzel, Marlène Schiappa, Mounir Mahjoubi
- Przy pozostałych ministrach: Sébastien Lecornu, Brune Poirson, Jean-Baptiste Lemoyne, Geneviève Darrieussecq, Julien Denormandie, Benjamin Griveaux

## Zmiany w składzie rządu
24 listopada 2017
Christophe Castaner został odwołany z funkcji rzecznika prasowego rządu, pozostając sekretarzem stanu przy premierze. Benjamin Griveaux został sekretarzem stanu przy premierze i rzecznikiem prasowym rządu. Sekretarzami stanu przy ministrach zostali Delphine Gény-Stephann i Olivier Dussopt.
4 września 2018
Nicolas Hulot 28 sierpnia 2018 zapowiedział swoją dymisję, którą złożył następnego dnia. 4 września nowym ministrem stanu oraz ministrem ekologii został François de Rugy. Z rządu odeszła też Laura Flessel, którą zastąpiła Roxana Maracineanu.
3 i 16 października 2018
3 października 2018 z rządu odszedł Gérard Collomb; pełnienie obowiązków ministra spraw wewnętrznych tymczasowo przejął premier.
16 października 2018 Christophe Castaner objął wakujący urząd ministra praw wewnętrznych. Franck Riester został nowym ministrem kultury, Didier Guillaume objął stanowisko ministra rolnictwa i żywności, a Jacqueline Gourault awansowano na ministra spójności terytorialnej. Françoise Nyssen, Jacques Mézard i Stéphane Travert odeszli z rządu. Jean-Michel Blanquer został dodatkowo ministrem młodzieży. Marc Fesneau został ministrem przy premierze do spraw kontaktów z parlamentem. Sébastien Lecornu awansował na ministra przy ministrze spójności terytorialnej do spraw wspólnot terytorialnych. Julien Denormandie awansował na ministra przy ministrze spójności terytorialnej do spraw obszarów miejskich i mieszkalnictwa. Mounir Mahjoubi przeszedł na funkcję sekretarza stanu przy ministrze, nowymi sekretarzami stanu przy ministrach zostali Gabriel Attal, Christelle Dubos, Laurent Nuñez, Agnès Pannier-Runacher i Emmanuelle Wargon. Odwołana została sekretarz stanu Delphine Gény-Stephann.
25 stycznia 2019
Adrien Taquet dołączył do administracji rządowej jako sekretarz stanu.
27 i 31 marca 2019
27 marca 2019 z rządu odeszła Nathalie Loiseau (w związku z zaplanowanym startem w wyborach europejskich). Odwołani zostali też sekretarze stanu Benjamin Griveaux i Mounir Mahjoubi.
31 marca 2019 Sibeth Ndiaye została sekretarzem stanu przy premierze i rzecznikiem prasowym rządu. Nowymi sekretarzami stanu przy ministrach zostali Amélie de Montchalin i Cédric O.
16 lipca 2019
Z rządu odszedł François de Rugy; powodem rezygnacji były doniesienia w mediach o kosztownych prywatnych przyjęciach, które miał urządzać w trakcie kierowania Zgromadzeniem Narodowym. Nowym ministrem ekologii została Élisabeth Borne.
3 września 2019
Jean-Baptiste Djebbari objął stanowisko sekretarza stanu. Jean-Paul Delevoye otrzymał nominację na wysokiego komisarza do spraw emerytur przy minister Agnès Buzyn.
16 i 18 grudnia 2019
16 grudnia 2019 Jean-Paul Delevoye został odwołany w związku z zarzutem konfliktu interesów. 18 grudnia 2019 zastąpił go Laurent Pietraszewski (w randze sekretarza stanu).
16 lutego 2020
Olivier Véran został nowym ministrem solidarności i zdrowia; Agnès Buzyn ustąpiła w związku z kandydowaniem w wyborach na mera Paryża.